# Сатра
Са́тра (рос. Сатра, башк. Сатра) — присілок (колишнє селище) у складі Бєлорєцького району Башкортостану, Росія. Входить до складу Серменевської сільської ради.
До 10 вересня 2007 року називався присілок Станції Сатра.
Населення — 19 осіб (2010; 23 в 2002).
Національний склад:
- башкири — 70%
- росіяни — 30%